# Charles-Émile Reynaud

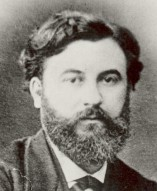
Charles-Émile Reynaud

Charles-Émile Reynaud (8 december 1844 – 9 januari 1918) was een Franse wetenschapsleraar die op het gebied van de projectie van beelden zijn tijd ver vooruit was.
In 1876 of 1877 ontwikkelde hij de praxinoscoop. Dit toestel was een verbetering ten opzichte van de fenakistiscoop, omdat er prismatische spiegels werden gebruikt. Hierdoor verkrijgt men een scherper beeld en verliezen kleuren hun intensiteit niet.
In 1889 opende Reynaud zijn Optisch Theater. Dit was een verbeterde praxinoscoop. In plaats van op glas werden de te projecteren beelden met de hand op gelatine geschilderd. Belangrijk is dat tussen gelatines een perforatie werd voorzien. Perforaties zouden later een belangrijke rol spelen bij de ontwikkeling van goede filmpellicule.
Reynaud maakte al zijn filmpjes zelf. Opmerkelijk voor de tijd is dat sommige van deze filmpjes een kwartier duurden.